# Senahú
Senahú es un municipio del departamento de Alta Verapaz, en la República de Guatemala y que pertenece a la región comercial e industrial conocida como Franja Transversal del Norte.  Originalmente era llamado «San Antonio Senahú».

## División política
El municipio cuenta con un pueblo —la cabecera municipal—, cuarenta y un caseríos y ciento veintisiete comunidades.

## Geografía física
La extensión aproximada de este municipio del departamento de Alta Verapaz es de 336 km², con una población de 62,101 habitantes en 2007.

### Clima
La cabecera municipal de Senahú tiene clima tropical (Clasificación de Köppen: Af).
| Parámetros climáticos promedio de Senahú | Parámetros climáticos promedio de Senahú | Parámetros climáticos promedio de Senahú | Parámetros climáticos promedio de Senahú | Parámetros climáticos promedio de Senahú | Parámetros climáticos promedio de Senahú | Parámetros climáticos promedio de Senahú | Parámetros climáticos promedio de Senahú | Parámetros climáticos promedio de Senahú | Parámetros climáticos promedio de Senahú | Parámetros climáticos promedio de Senahú | Parámetros climáticos promedio de Senahú | Parámetros climáticos promedio de Senahú | Parámetros climáticos promedio de Senahú |
| Mes                                      | Ene.                                     | Feb.                                     | Mar.                                     | Abr.                                     | May.                                     | Jun.                                     | Jul.                                     | Ago.                                     | Sep.                                     | Oct.                                     | Nov.                                     | Dic.                                     | Anual                                    |
| ---------------------------------------- | ---------------------------------------- | ---------------------------------------- | ---------------------------------------- | ---------------------------------------- | ---------------------------------------- | ---------------------------------------- | ---------------------------------------- | ---------------------------------------- | ---------------------------------------- | ---------------------------------------- | ---------------------------------------- | ---------------------------------------- | ---------------------------------------- |
| Temp. media (°C)                         | 19.3                                     | 20.3                                     | 21.6                                     | 22.8                                     | 23.2                                     | 23.0                                     | 22.6                                     | 22.7                                     | 22.7                                     | 21.7                                     | 20.6                                     | 19.8                                     | 21.7                                     |
| Precipitación total (mm)                 | 141                                      | 110                                      | 106                                      | 142                                      | 313                                      | 621                                      | 691                                      | 546                                      | 535                                      | 395                                      | 207                                      | 138                                      | 3945                                     |
| Fuente: Climate-Data.org                 |                                          |                                          |                                          |                                          |                                          |                                          |                                          |                                          |                                          |                                          |                                          |                                          |                                          |

### Ubicación geográfica
Senahú está localizado en el departamento de Alta Verapaz y sus colindancias son:
- Norte: Cahabón y Lanquín, municipios del departamento de Alta Verapaz
- Sur: Panzós y Tucurú, municipios de Alta Verapaz
- Este: El Estor, municipio del departamento de Izabal
- Oeste: Tucurú y San Pedro Carchá, municipios del departamento de Alta Verapaz[5]

|                                | Norte: Cahabón Lanquín |                |
| Oeste: Tucurú San Pedro Carchá |                        | Este: El Estor |
|                                | Sur: Panzós Tucurú     |                |

## Gobierno municipal
Los municipios se encuentran regulados en diversas leyes de la República, que establecen su forma de organización, lo relativo a la conformación de sus órganos administrativos y los tributos destinados para los mismos.  Aunque se trata de entidades autónomas, se encuentran sujetas a la legislación nacional. Las principales leyes que rigen a los municipios en Guatemala desde 1985 son:
| N.º | Ley                                                | Descripción |
| --- | -------------------------------------------------- | --- |
| 1   | Constitución Política de la República de Guatemala | Tiene una regulación legal específica para los municipios en los artículos 253 al 262. |
| 2   | Ley Electoral y de Partidos Políticos              | Ley de carácter constitucional aplicable a los municipios en el tema de la conformación de sus autoridades electas. |
| 3   | Código Municipal                                   | Decreto 12-2002 del Congreso de la República de Guatemala. Tiene la categoría de ley ordinaria y contiene preceptos generales aplicables a todos los municipios, e inclusive contiene legislación referente a la creación de los municipios.             |
| 4   | Ley de Servicio Municipal                          | Decreto 1-87 del Congreso de la República de Guatemala. Regula las relaciones entra la municipalidad y los servidores públicos en materia laboral. Tiene su base constitucional en el artículo 262 de la constitución que ordena la emisión de la misma. |
| 5   | Ley General de Descentralización                   | Decreto 14-2002 del Congreso de la República de Guatemala. Regula el deber constitucional del Estado, y por ende del municipio, de promover y aplicar la descentralización y desconcentración económica y administrativa.                                |

El gobierno de los municipios de Guatemala está a cargo de un Concejo Municipal mientras que el código municipal —que tiene carácter de ley ordinaria y contiene disposiciones que se aplican a todos los municipios de Guatemala— establece que «el concejo municipal es el órgano colegiado superior de deliberación y de decisión de los asuntos municipales […] y tiene su sede en la circunscripción de la cabecera municipal». Por último, el artículo 33 del mencionado código establece que «[le] corresponde con exclusividad al concejo municipal el ejercicio del gobierno del municipio».
El concejo municipal se integra con el alcalde, los síndicos y concejales, electos directamente por sufragio universal y secreto para un período de cuatro años, pudiendo ser reelectos.
Existen también las Alcaldías Auxiliares, los Comités Comunitarios de Desarrollo (COCODE), el Comité Municipal del Desarrollo (COMUDE), las asociaciones culturales y las comisiones de trabajo. Los alcaldes auxiliares son elegidos por las comunidades de acuerdo a sus principios, valores, procedimientos y tradiciones, estos se reúnen con el alcalde municipal el primer domingo de cada mes. Los Comités Comunitarios de Desarrollo y el Consejo Municipal de Desarrollo tiene como función organizar y facilitar la participación de las comunidades priorizando necesidades y problemas.

## Historia
El 13 de marzo de 1869 se elevó a municipio por Acuerdo Gubernativo.

### Franja Transversal del Norte
Tras el derrocamiento del presidente Jacobo Árbenz en 1954, el gobierno liberacionista presidido por Carlos Castillo Armas creó el Consejo de Planificación Económica (CNPE), el cual empezó a utilizar estrategias de libre mercado, asesorado por el Banco Mundial y por la Administración de Cooperación Internacional (ICA) del gobierno de los Estados Unidos. El CNPE y la ICA crearon la Dirección General de Asuntos Agrarios (DGAA) la cual se encargó de desmantelar los efectos del Decreto 900 del gobierno de Jacobo Árbenz Guzmán. La DGAA se encargó de la faja geográfica que colindaba con el límite departamental de Petén y las fronteras de Belice, Honduras y México, y que con el tiempo se llamaría Franja Transversal del Norte (FTN).
Al principio, la importancia de la región estaba en la ganadería, la explotación de madera preciosas para exportación y la riqueza arqueológica. Contratos madereros se dieron a empresas trasnacionales, como la Murphy Pacific Corporation de California, que invirtió 30 millones de dólares para la colonización del sur de Petén y Alta Verapaz, y formó la Compañía Impulsadora del Norte, S.A. La colonización del área se hizo por medio de un proceso por el que se otorgaban tierras en zonas inhóspitas de la FTN a campesinos.
En 1962, la DGAA se convirtió en el Instituto Nacional de Transformación Agraria (INTA), por el decreto 1551 que creó la ley de Transformación Agraria. En 1964, el INTA definió la geografía de la FTN como la parte norte de los departamentos de Huehuetenango, Quiché, Alta Verapaz e Izabal y ese mismo año sacerdotes de la orden Maryknoll y de la Orden del Sagrado Corazón iniciaron el primer proceso de colonización, junto con el INTA, llevando a pobladores de Huehuetenango al sector de Ixcán en Quiché.
La Franja Transversal del Norte fue creada oficialmente durante el gobierno del general Carlos Arana Osorio en 1970, mediante el Decreto 60-70 en el Congreso de la República, para el establecimiento de desarrollo agrario. Altos oficiales guatemaltecos se convirtieron entonces en grandes terratenientes e inversionistas aprovechando las políticas de traslado de campesinos, acceso a información privilegiada, ampliación del crédito público y grandes proyectos de desarrollo; la oficialidad del ejército formó el Banco del Ejército para manejar sus inversiones.

## Producción
Su patrimonio lo constituyen grandes fincas cafetaleras y de otros productos agrícolas que se formaron después de las expropiaciones de tierras comunales indígenas durante el gobierno del general Justo Rufino Barrios. Entre sus recursos naturales están el río de la finca Trece Aguas, las cataratas Sereizi y un mirador en el Cementerio General. También son famosas las ruinas de Chijolom y la Providencia. Entre sus artesanías se elaboran tejidos, cerámica, cestería, jarcia, máscaras, instrumentos musicales, petates de palma, cerería, objetos de tule y cohetería. 

## Costumbres y tradiciones

### Fiesta Titular
Celebra su fiesta titular desde el 8 al 13 de junio en honor a San Antonio.